# Заозерне (Сахалінська область)
Заозерне (рос. Заозёрное) — село у Макаровському міському окрузі Сахалінської області Російської Федерації.
Населення становить 2 особи (2013).

## Історія
З 1905 по 3 вересня 1945 року у складі губернаторства Карафуто Японії, відтак у складі Макаровського міського округу Сахалінської області.

## Населення
| 1925 | 1935  | 2002 | 2010 | 2013 |
| ---- | ----- | ---- | ---- | ---- |
| 262  | ↗3224 | ↘36  | ↘8   | ↘2   |